# Hnaudifridus
Hnaudifridus war ein germanischer Anführer einer Hilfstruppe im Dienste des römischen Militärs am Hadrianswall des 3. Jahrhunderts.
Sein Name und Rang, beziehungsweise seine namensgebenden Bedeutung für die Einheit Numerus Hnaudifridi, ist einzig durch eine Weiheinschrift für heimatliche germanische Göttinen im Tempelbezirk des Lagers Vercovicium belegt.
Deabus | Alaisia|gis Bau|dihillie | et Friaga|bi et N(umini) Aug(usti) | n(umerus) Hnau|difridi | v(otum) s(olvit) l(ibens) m(erito)
Die Herkunft und Stammeszugehörigkeit des Hnaudifridus ist daher unbekannt, jedoch werden verschiedene sehr eng liegende Annahmen postuliert. Günter Neumann nahm in Hnaudifrid einen Bataver an, Eric Birley nimmt im Gesamtkontext der Fundsituation und Deutung der Weiheinschriften einen Tuihanten oder Germanen an, jedoch keinesfalls einen Friesen. Hermann Reichert definiert die Region des Rheindeltas und der sich anschließenden Nordseeküste ohne ethnische Zuweisung. Ebenfalls zeigt das Fundspektrum germanischer Keramiken diese Herkunftsregion an. In der rezenten angelsächsischen Forschung wird der Umstand diskutiert, dass die Einheit des Hnaudifridus den Cuneus der Friesen vorausging und diese aus der Numerus entstanden, bzw. erweitert wurde und offiziellen Status erhielt.
Sein zweigliedriger Name germanisch. *Hnaudi-friþuz bedeutet „Friedenswahrer durch Waffengebrauch“. Gebildet aus dem ersten Glied germ. *hnauda-, ablautend *hneuda- = schlagen, stoßen (altwestnordisch hnjoda = schlagen, hämmern; althochdeutsch bi-hneotan = nieten, befestigen), das ebenfalls im Namen des Chnodomar anliegt. Das bekannte zweite Glied -frid ist ein häufiges Element germanischer Namensbildungen besonders in der Merowingerzeit bei den Franken, es ist jedoch für die frühe Zeit kaum belegt, neben hier gibt es noch einen Beleg aus dem ersten Jahrhundert eines Batavers Servofredus. Eine ältere Deutung beruht auf Theodor Siebs’ Erstdeutung des Fundes 1920. Siebs ging von einem anderen Wortstamm aus zu germ. *nauðiz (gotisch nauþjan) = bedürfen, Zwang althochdeutsch not und die Form Notfrid die sich bis heute in der englischsprachigen Literatur gehalten hat.